# シェフレンツ
シェフレンツ (ドイツ語: Schefflenz) はドイツ連邦共和国バーデン＝ヴュルテンベルク州ネッカー＝オーデンヴァルト郡に属す町村（以下、本項では便宜上「町」と記述する）。

## 地理

### 地理上の位置概説
この町の4地区は、バウラント南西部の石灰台地をシェフレンツ川が刻んだ海抜250mから310mに位置し、その周辺の高地は最大海抜約350mの高度に達する。最も北の区域はオーデンヴァルトに特徴的な雑色砂岩層に位置する。町域の一部はネッカータール＝オーデンヴァルト自然公園内に含まれる。

### 気候
気候に関しては、隣接するオーデンヴァルトに較べ標高が低いため、気温が高く、降水量は少ない。とはいえ、これは比較論であって、量としては十分であり（年間600L/m2以上）、伝統的な農作物に対して追加の給水はほとんど必要ない程度である。年間の気温推移は、7月末から8月初めに最高となり、12月初めから2月半ばまでに最低温度を記録することが多い。

### 自治体の構成
自治体シェフレンツは、クラインアイホルツハイム、ミッテルシェフレンツ、オーバーシェフレンツ、ウンターシェフレンツの4地区からなる。

### 隣接する市町村
シェフレンツに隣接する市町村は、南から時計回りに、ビリヒハイム、エルツタール、ゼッカハ、アーデルスハイム（以上いずれもネッカー＝オーデンヴァルト郡）、ロイクハイム（ハイルブロン郡）である。

## 歴史
シェフレンツの村は、774年に初めて文献上に記録されている。

### 町村合併
市町村合併の時代に、以下の村が合併し、新しい自治体としてシェフレンツが発足した。
- 1972年1月1日: ミッテルシェフレンツ、オーバーシェフレンツ、ウンターシェフレンツ
- 1972年2月1日: クラインアイホルツハイムと合併

## 行政

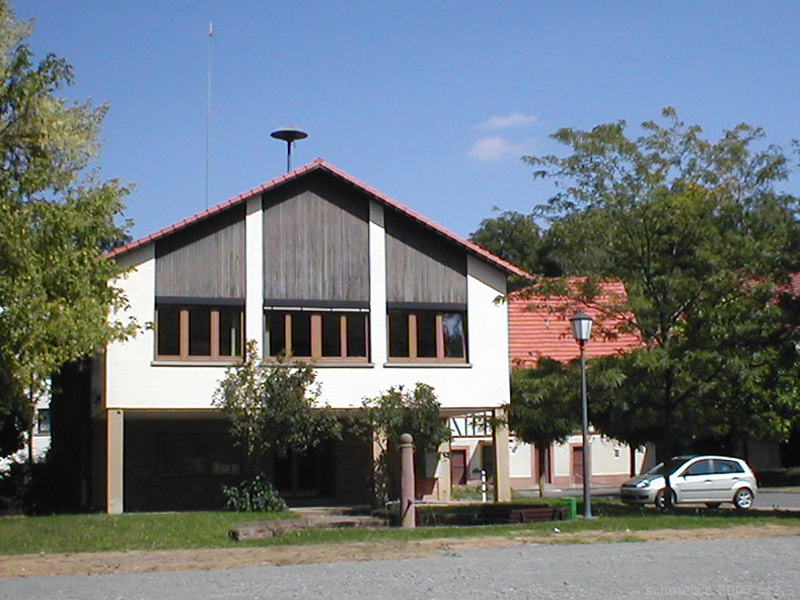
町役場

### 議会
シェフレンツの議会は15議席からなる。

### 紋章
緩やかに弧を描く銀（白）の三角図形によって左右に分割。三角図形の中には、左（向かって右）横向きに置かれた緑のオークの葉、その上には縦に置かれた緑のエンドウの鞘、その中に銀（白）の豆が見える。向かって左は、青と白の逆斜め市松模様（ヴィッテルスバッハ家の紋章: プファルツ選帝侯はヴィッテルスバッハ家の家門である）。向かって右は、黒地に、赤い爪、赤い舌をもつ金（黄色）のライオン。

### 友好都市
- クーネヴァルデ（ドイツ、ザクセン州）
- アークファルヴァ（ハンガリー、ジェール・モション・ショプロン県）

## 文化と見所

### 建築
ウンターシェフレンツのプロテスタント教会は、1764年建造の玄関を持つ建築である。この教会の前には、1870年に植樹されたセンネンボダイジュがある。墓地には、1870年から71年、1914年から18年、1939年から45年の戦争で亡くなったこの町の人々を慰霊する記念碑が建てられている。住民課役場の建物は、1957年から58年に建造された近代的な機能建築である。他の地区と同じように、ウンターシェフレンツにも多くの歴史的木組み建築が遺されている。その一つが、郷土博物館になっている建物で1797年の建造である。
- プロテスタント教会
- 戦争記念碑
- 住民課役場
- 郷土博物館

ミッテルシェフレンツには、1473年に現在の形で建造され、近年大規模な修復がなされたプロテスタント教会がある。その壁には日時計が設けられている。町役場は、やはり近代的な機能建築である。

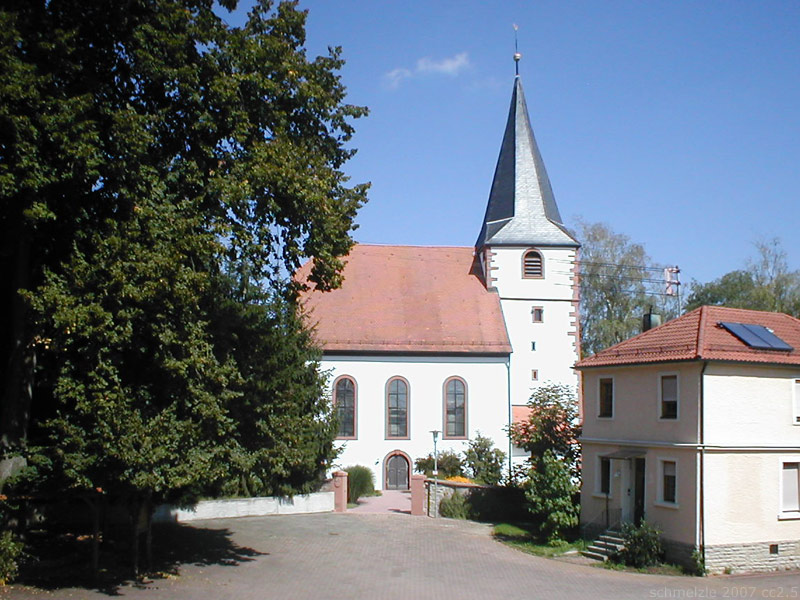
プロテスタント教会
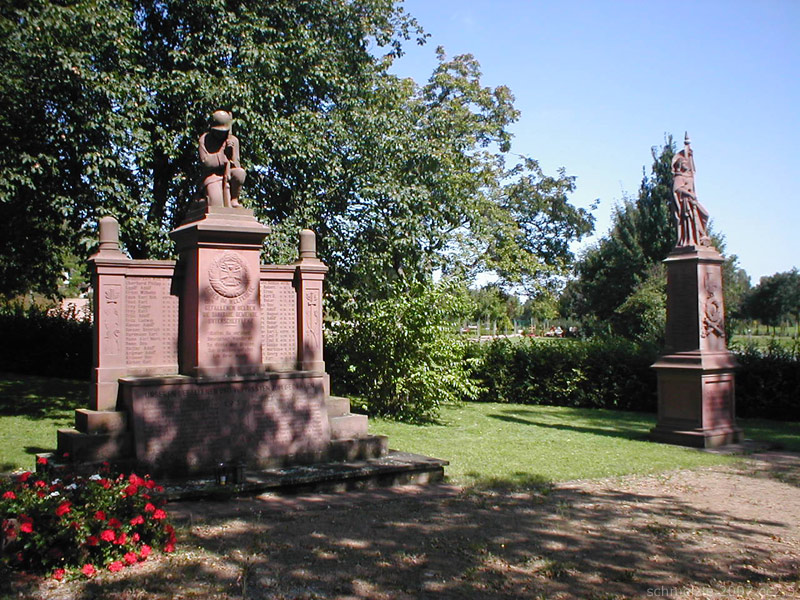
戦争記念碑
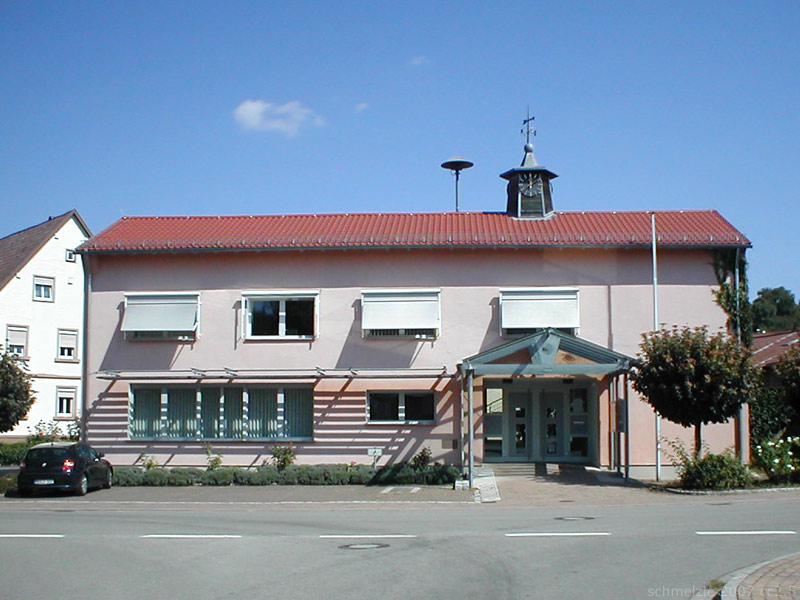
住民課役場
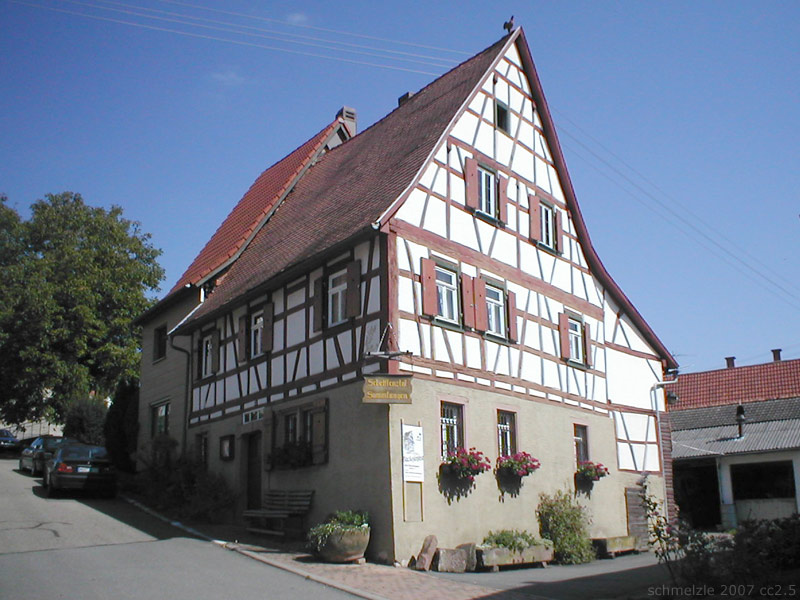
郷土博物館

- プロテスタント教会の日時計

オーバーシェフレンツには、地区の中心部に1795年建造のカトリックの聖キリアン教会と1885年にネオゴシック様式で建設されたプロテスタント教会がある。学校は1909年の建物である。

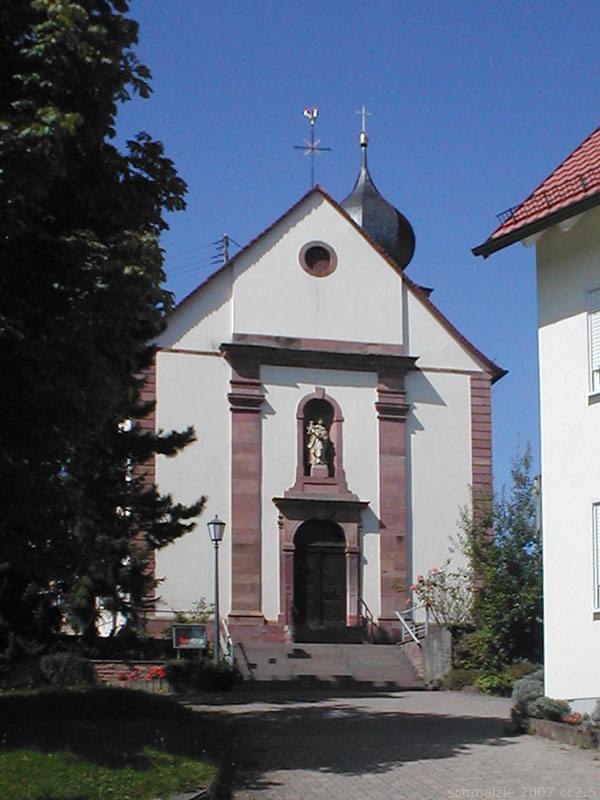
カトリックの聖キリアン教会

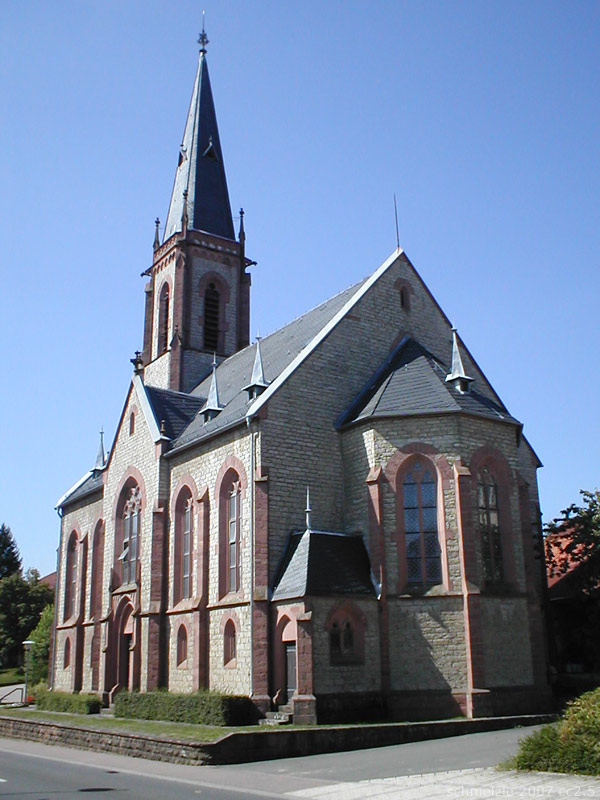
プロテスタント教会
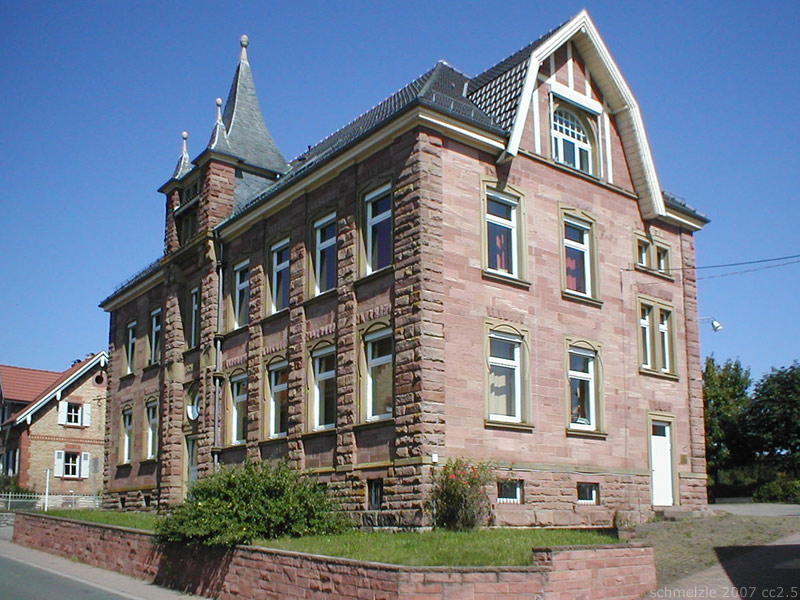
学校
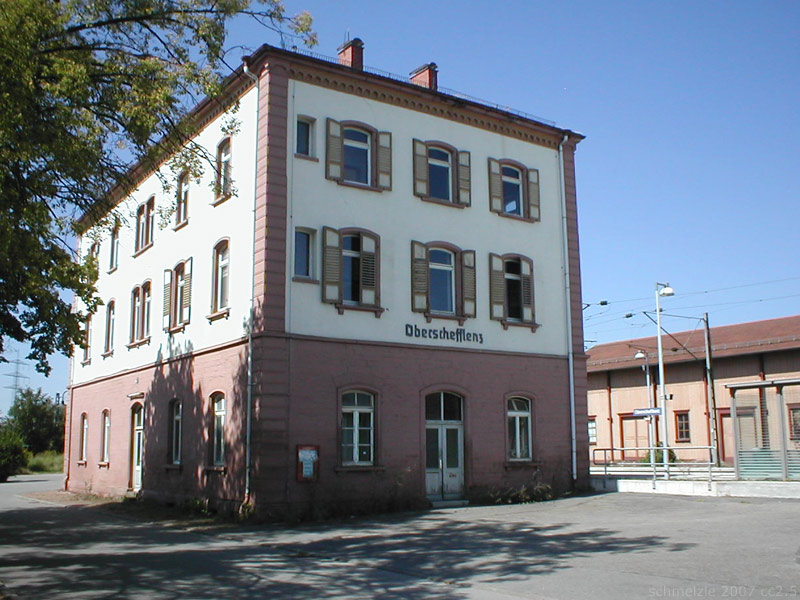
オーバーシェフレンツ駅
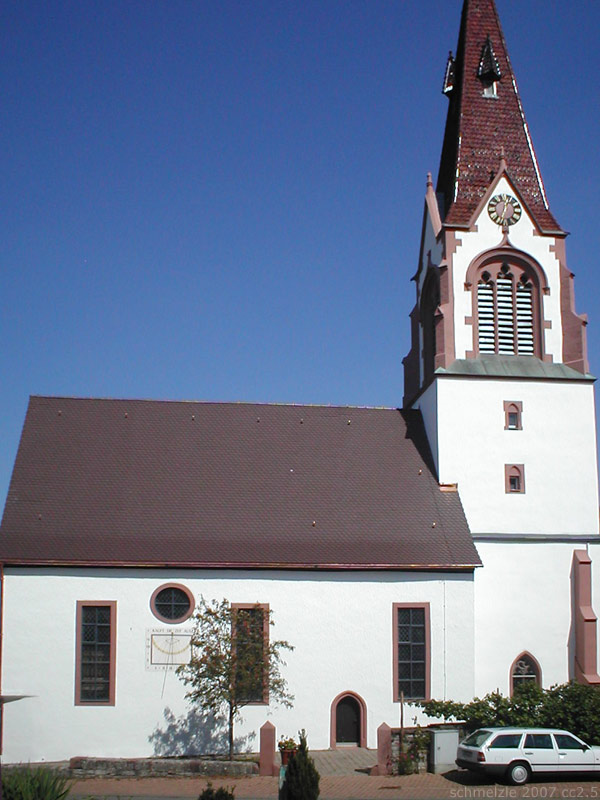
プロテスタント教会
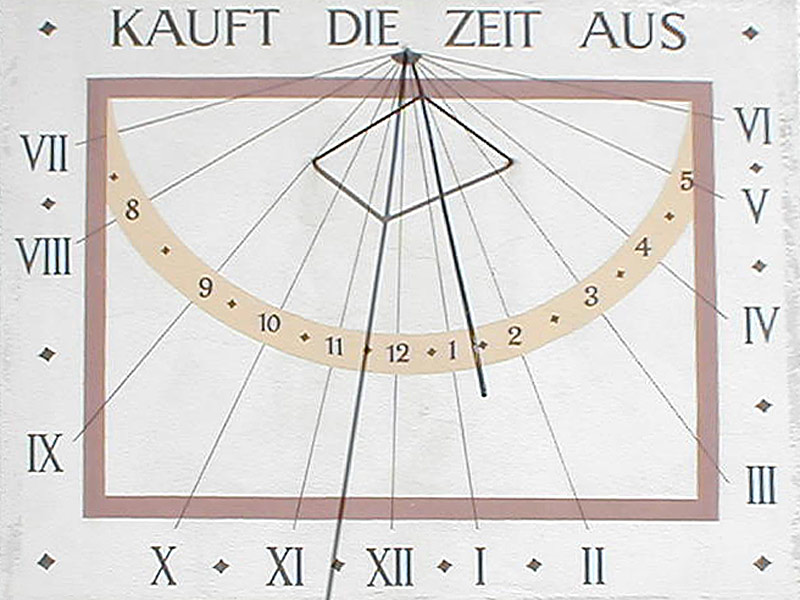
プロテスタント教会の日時計

- 学校
- オーバーシェフレンツ駅

### 演劇
毎年、年始に演劇グループによる芝居が上演される。

### 博物館
シェフレンツタール・コレクション協会が運営するウンターシェフレンツの郷土博物館は、郷土賞を受賞している。

### 年中行事
オーバーシェフレンツ音楽協会のコンサート、ムジークコルプス・シェフレンツのコンサート、同業者組合のマイバウムアウフシュテルング（メイポールを立てる祭り）、シェフレンツタール・コレクション協会のパン焼き釜祭り、など。

## 経済と社会資本
農業の他に、20世紀中頃から中小企業（農耕機械、木材加工、塗料製造）が発展した。住民の一部は、ハイルブロン、ネッカーズルム、マンハイムなどの企業へ通勤している。

### 交通

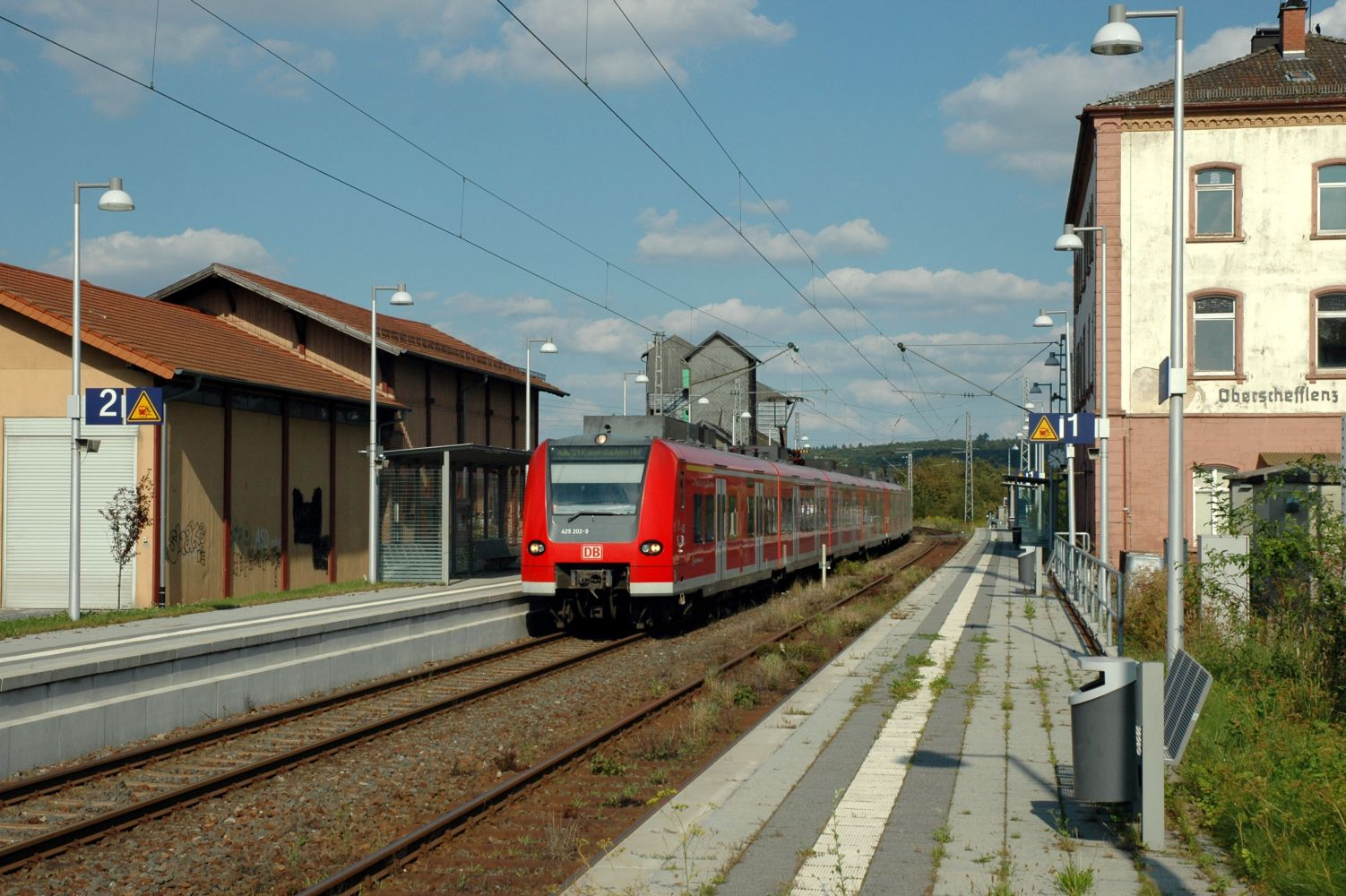
オーバーシェフレンツ駅のSバーン車両

シェフレンツに直接乗り入れているアウトバーンのインターチェンジはない。最寄りのアウトバーンは、A6号線（マンハイム – ハイルブロン、ジンスハイム・インターチェンジ）、A81号線（ハイルブロン – ヴュルツブルク、メックミュール・インターチェンジおよびオスターブルケン・インターチェンジ）である。連邦道B292号線が町域内を通っている。
ネッカーエルツ – オスターブルケン線を通るラインネッカーSバーンを介し、シェフレンツはマンハイム方面およびヴュルツブルク方面へ交通の便の良い場所にある。S1系統のオーバーシェフレンツ駅およびアイホルツハイム駅には、1時間毎にモースバッハ方面あるいはオスターブルケン方面への列車が発着する。オスターブルケンでヴュルツブルク方面行きの路線に接続する。
この他に多くのバス路線が利用可能である。

### メディア
シェフレンツではハイデルベルクで刊行されているRhein-Neckar-Zeitungの地方版が日刊紙として流通している。

## 人物

### 出身者
- アウグスタ・ベンダー（1846年 – 1924年）教師、女権論者、著述家。

## 引用
1. ↑  Statistisches Landesamt Baden-Württemberg – Bevölkerung nach Nationalität und Geschlecht am 31. Dezember 2023 (CSV-Datei)